# Pöllasattel
Der Pöllasattel ist ein 1270 m ü. A. hoher Alpenpass der Gleinalpe in der Steiermark.

## Lage und Umgebung
Der nördlichste Abschnitt der Gleinalpe wird durch Gräben relativ markant entlang einer Linie zwischen Leoben und Frohnleiten abgeteilt. Aus nordwestlicher Richtung schneidet der Gößgraben (der sich in Klein- und Groß-Gößgraben teilt) in das Bergland ein, von Südosten der Gamsgraben. Der Almwirtsattel verbindet den Groß-Gößgraben mit dem Gamsgraben. Südlich des Gößgrabens führt der Schladnitzgraben ins Gebirge. Der Pöllasattel ist der Übergang zwischen Schladnitzgraben und Groß-Gößgraben. Er schafft damit einen Nebenarm jener früher bedeutenden Verkehrsverbindung, auf der das Gebirge relativ einfach von West nach Ost durchquert werden konnte, anstatt den längeren Weg entlang der Mur über das „Murknie“ bei Bruck nehmen zu müssen. Heute ist die Strecke nur über nicht-öffentliche Forststraßen erschlossen.
Der Berg südlich des Pöllasattels trägt den Namen Pöllakogel (1527 m), jener im Norden heißt Rotündlberg (1533 m).

### Grab des unbekannten Soldaten

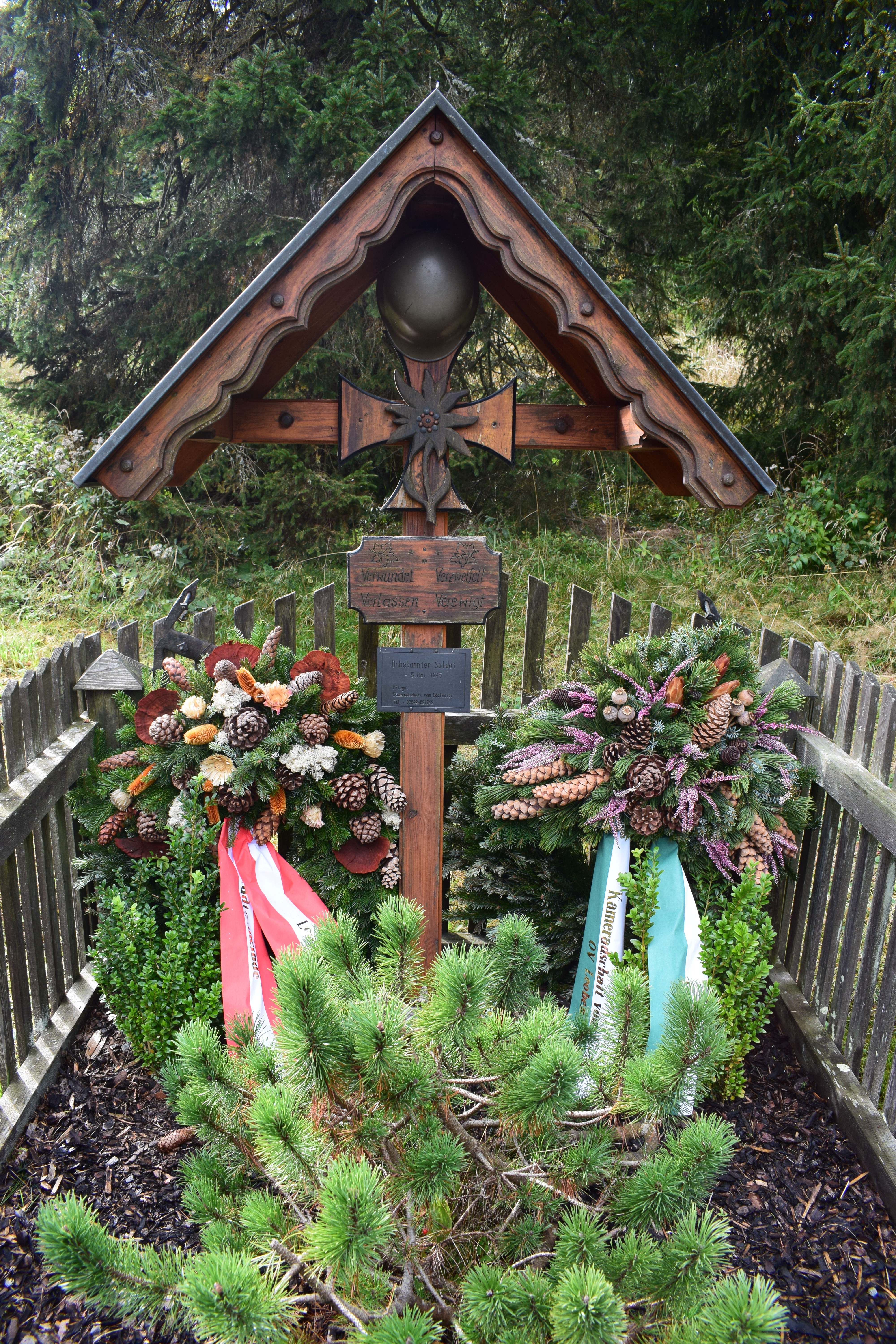
Grab mit frischen Kränzen im Herbst 2023

Die einstige Bedeutung der Gleinalmsättel als Verkehrsverbindungen flackerte infolge der Fluchtbewegungen am Ende des Zweiten Weltkriegs kurzfristig wieder auf. Angehöriger aufgelöster Truppenverbände ebenso wie Zivilisten flohen durch das Gebirge, manche ließen am Pöllasattel ihre Wägen und Tiere zurück und flohen höher in die Berge. Am 9. Mai 1945 fand eine Forstarbeiterin zwischen herrenlosen Pferden und umherliegenden Kriegsgerät den Leichnam eines Soldaten auf der Ladefläche eines Pferdekarrens. Der namentlich nicht bekannte, etwa 30 Jahre alte Mann war einige Tage zuvor, wohl am 5. Mai, infolge eines Beckenschusses verstorben und von seinen Kameraden am Pöllasattel zurückgelassen worden. Der Grundbesitzer Franz Mayr-Melnhof verfügte, dass der Verstorbene am Auffindungsort bestattet werden sollte. Das ursprünglich schlichte Grab wurde in den 1960er-Jahren umzäunt, 1988 wurde ein neues Kreuz aufgestellt. Die Kameradschaft vom Edelweiß betreut das Grab bis heute und hält jährlich eine Gedenkfeier daran ab.